# 카페 샤케라토

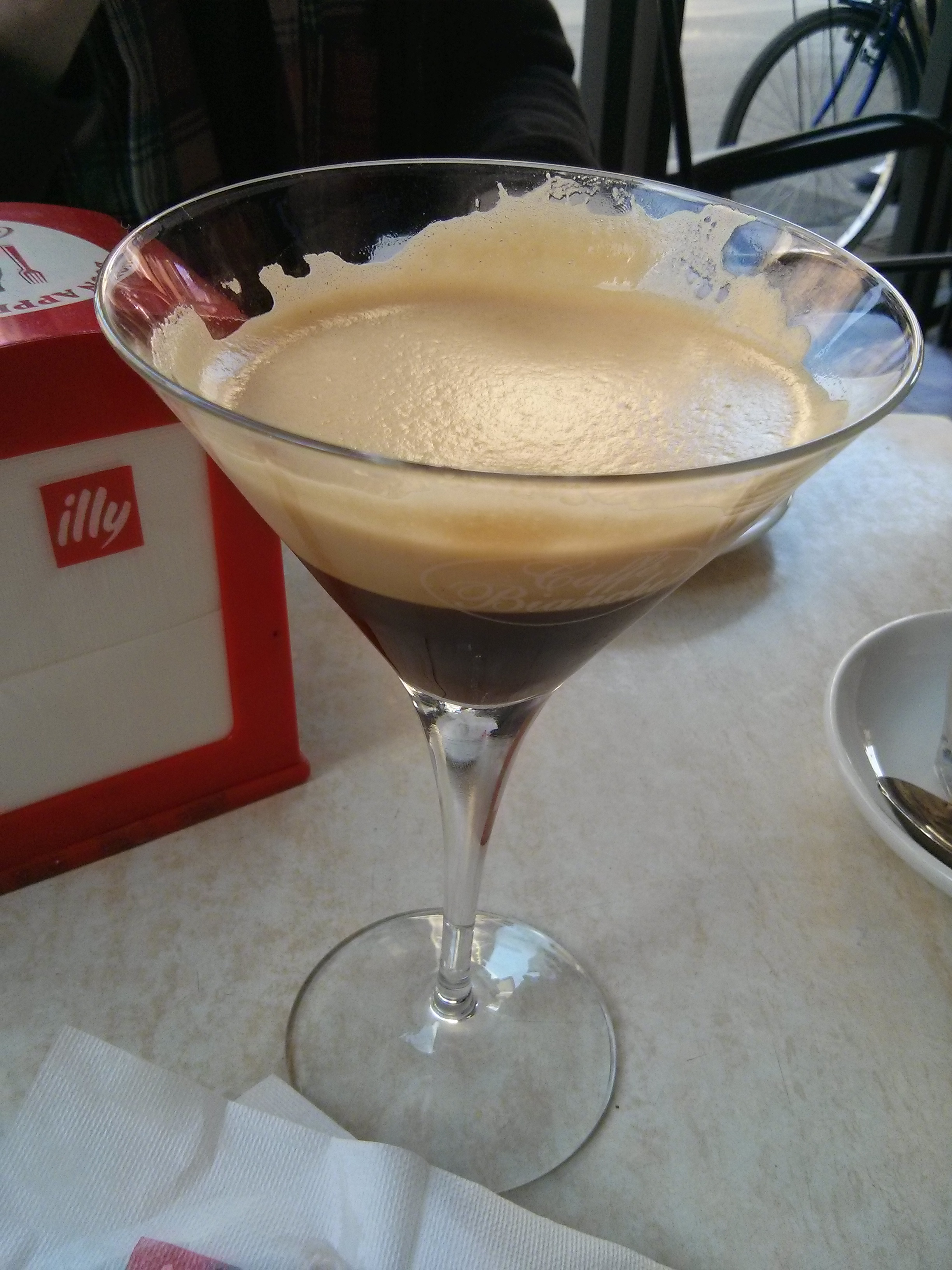
이탈리아 피렌체에서 촬영한, 마티니 잔에 담긴 카페 샤케라토

카페 샤케라토(이탈리아어: caffè shakerato)는 리스트레또와 얼음을 이용하여 만든 커피 음료이다. 이탈리아식 커피 음료의 일종이다.

## 레시피
'샤케라토'는 리스트레또 2샷(에스프레소 샷도 무관), 각얼음 7개, 설탕 2스푼 시럽을 칵테일 셰이커로 섞어 만든다. 거품을 충분히 머금으면 잔에 붓는다. 보통 마티니 잔에 담아낸다. 때때로 알코올을 첨가하기 위해 베일리스를 넣기도 한다.